# Komuna e Drenasit
Komuna e Drenasit (albanska: Komuna e Gllogovcit) är en kommun i Kosovo. Den ligger i den västra delen av landet, 26 km väster om huvudstaden Priština. Antalet invånare är 6 143.